# Mount Murch
Mount Murch är ett berg i Antarktis. Det ligger i Västantarktis. Argentina, Chile och Storbritannien gör anspråk på området. Toppen på Mount Murch är 1 100 meter över havet, eller 101 meter över den omgivande terrängen. Bredden vid basen är 2,7 km.
Terrängen runt Mount Murch är platt västerut, men österut är den kuperad. Trakten är obefolkad. Det finns inga samhällen i närheten. 